# Sugar (Tonic)
Sugar è il secondo album in studio del gruppo musicale statunitense Tonic, pubblicato il 9 novembre 1999 dalla Universal.

## Tracce
1. Future Says Run – 3:46 (Emerson Hart)
2. You Wanted More – 3:50 (Emerson Hart, Jeff Russo, Dan Lavery)
3. Knock Down Walls – 3:43 (Emerson Hart, Jeff Russo)
4. Mean to Me – 4:11 (Emerson Hart)
5. Sugar – 3:29 (Emerson Hart, Jeff Russo, Dan Lavery)
6. Jump Jimmy (Stronger Than Mine) – 3:39 (Emerson Hart, Dan Lavery)
7. Queen – 4:34 (Emerson Hart)
8. Waiting for the Light to Change – 4:32 (Emerson Hart, David Richard Campbell)
9. Waltz with Me – 3:45 (Emerson Hart)
10. Sunflower – 3:20 (Emerson Hart, Dan Lavery)
11. Drag Me Down – 2:46 (Emerson Hart, Jeff Russo, Dan Lavery)
12. Top Falls Down – 4:17 (Emerson Hart, Kevin Shepard, Jeff Russo)
13. Love a Diamond – 3:52 (Emerson Hart, Jeff Russo, Dan Lavery)

## Classifiche
| Classifiche (1999) | Posizione massima |
| ------------------ | ----------------- |
| Stati Uniti        | 81                |